# 1957 في كندا
فيما يلي قوائم الأحداث التي وقعت خلال عام 1957 في كندا.

## سياسة

### انتهاء فترة المنصب
- 8 يناير – جورج ألكسندر درو عضو مجلس العموم الكندي.

## مواليد

### يناير
- 1 يناير – لورانس هيل كاتب كندي.

### يوليو
- 2 يوليو – بريت هارت
- 17 يوليو – ويندي فريدمان

### أغسطس
- 26 أغسطس – ريك هانسن منافِس أوليمبي كندي.

### أكتوبر
- 26 أكتوبر – دوايت لوديويجيس لاعب كرة قدم هولندي.

## وفيات

### يناير
- 1 يناير – فرانك باول (مواليد 1886)

### يوليو
- 15 يوليو – جورج كليفلاند (مواليد 1885) ممثل كندي.